# Приворотень клубочковий
Приворотень клубочковий (Alchemilla glomerulans) — вид трав'янистих рослин родини розові (Rosaceae), поширений ув арктичній і, слабо, океанічній областях Європи й на північному сході Північної Америки. Етимологія: лат. glomus — «кластерний», лат. ulus — зменшувальний суфікс.

## Морфологічна характеристика
Багаторічні трав'янисті рослини з дуже міцними, горизонтальними кореневищами. Трава зелена або сірувато-зелена, часто червонувато-оранжева, коли молода, змінюючись до темно-коричневої, особливо на полях листків і квітах (молоді квітки жовтуваті) часто груба, 30–40 см. Стебла притиснуто запушені всюди (волосся стають слабкішими дистально). Листки чергові, з черешками до 10 см і пластинами майже округлими в загальних рисах, до 8–9 × 9–10 см з близько 9 заокругленими, зубчастими листовими фрагментам. Притиснуті волоски є на черешках, пластині нижньої поверхні (особливо по венах) і рідко на верхній поверхні. Кожен листовий фрагмент з (11)13(15) гострими зубчиками. Квіти розміщені в кластерах по 10–30 квіток на коротких квітконіжках. Основні гілочки суцвіття з притиснутими волосками, вторинні гілочки й стеблинки голі. Квіти радіально симетричні; пелюсток немає. Чашолистки жовтувато-зелені, короткі й трикутні, з декількома верхівкових волосками або голі. Тичинок 4.
Властиве безстатеве розмноження насінням і локальне вегетативне розмноження шляхом фрагментації кореневища. Плоди не мають спеціального пристосування до розсіювання, ймовірно, поширюється дуже локально вітром і тваринами.

## Поширення
Європа (Албанія, Австрія, Велика Британія, Естонія, Фінляндія, Франція, Німеччина, Швейцарія, Іспанія, Ісландія, Італія, Латвія, Литва, Македонія, Норвегія [вкл. Шпіцберген], Росія, Словенія, Сербія, Швеція); Північна Америка (Ґренландія, сх. Канада). Населяє вологі трав'яні схили, вербові чагарники, часто росте поруч із потоками чи на узбережжі.